# Abdul Qadir al-Badri
Abdul Qadir al-Badri (1921 - 2003) foi um político líbio, sendo primeiro-ministro da Líbia de julho a outubro de 1967.